# Jemiołuszek ozłocony
Jemiołuszek ozłocony (Hypseloecus visci) – gatunek pluskwiaka z podrzędu różnoskrzydłych i rodziny tasznikowatych (Miridae). Jedyny europejski przedstawiciel rodzaju Hypseloecus.

## Budowa ciała
Owad ma ciało długości od 3 do 3,6 mm o owalnym kształcie oraz pokryte włoskami o różnym stopniu jasności. Ubarwienie ciała od ciemnobrązowego do czarnego. Głowa jest szeroka i krótka.

## Tryb życia
Pluskwiak ten występuje na różnych gatunkach jemioły, gdzie poluje na drobne owady. Ma jedno pokolenie w roku. Zimują jaja.

## Występowanie
Owad ten znany jest z kilkunastu krajów Europy i Turcji. W Polsce wykazany tylko z Bielinka nad Odrą.